# Lasaia oileus
Lasaia oileus is een vlindersoort uit de familie van de prachtvlinders (Riodinidae), onderfamilie Riodininae.
Lasaia oileus werd in 1903 beschreven door Godman.